# Cássio Gabus Mendes
 (décembre 2015).
Si vous disposez d'ouvrages ou d'articles de référence ou si vous connaissez des sites web de qualité traitant du thème abordé ici, merci de compléter l'article en donnant les références utiles à sa vérifiabilité et en les liant à la section « Notes et références ».
Cássio Gabus Mendes  (São Paulo, 29 août 1961) est un acteur brésilien, qui a fait ses débuts à la télévision en 1982.

## Biographie
Petit-fils de l'acteur Otávio Gabus Mendes (pt), fils du romancier Cassiano Gabus Mendes (pt), frère de l'acteur Tato Gabus Mendes (pt) et neveu de l'acteur Luis Gustavo (pt),, Cássio Gabus Mendes a épousé l'actrice Lídia Brondi (pt).

## Filmographie

### Cinéma
- 1998 - Boleiros - Era uma Vez o Futebol .... Zé Américo
- 1999 - Orfeu .... Pedro
- 2004 - Como Fazer um Filme de Amor .... Alan
- 2006 - Boleiros 2 - Vencedores e Vencidos .... Zé Américo
- 2006 - Trair e Coçar É Só Começar .... Eduardo
- 2007 - Batismo de Sangue .... Sérgio Paranhos Fleury (Delegado Fleury)[3],[4]
- 2007 - Caixa Dois .... Romeiro
- 2009 - Se eu Fosse Você 2 .... Nelsinho
- 2009 - Cabeça a Prêmio
- 2010 - Chico Xavier .... Priest Julio Maria
- 2011 - Bruna Surfistinha .... Huldson
- 2011 - Assalto ao Banco Central .... Martinho
- 2014 - Confissões de Adolescente .... Paulo
- 2017 - Gosto Se Discute .... Augusto[5]